# Derry (Pensilvania)
Derry es un borough ubicado en el condado de Westmoreland en el estado estadounidense de Pensilvania. En el año 2000 tenía una población de 2.991 habitantes y una densidad poblacional de 1,427.2 personas por km².

## Geografía
Derry se encuentra ubicado en las coordenadas 40°19′59″N 79°18′04″O / 40.33306, -79.30111.

## Demografía
Según la Oficina del Censo en 2000 los ingresos medios por hogar en la localidad eran de $29,785 y los ingresos medios por familia eran $37,585. Los hombres tenían unos ingresos medios de $28,641 frente a los $21,929 para las mujeres. La renta per cápita para la localidad era de $15,671. Alrededor del 12.4% de la población estaba por debajo del umbral de pobreza.